# DSC Wanne-Eickel
Pour les articles homonymes, voir Wanne (homonymie).
Maillots
Dernière mise à jour : 23 mars 2011.
Le DSC Wanne-Eickel est un club allemand de football localisé à Wanne-Eickel une commune réunie, depuis 1975, à l'entité d'Herne en Rhénanie du Nord-Westphalie.
De 1969 à 2000, le club compte des départements d’Aéromodélisme, de Judo, de Bowling, de Handball. Ensuite, la section football devint indépendante.

## Histoire (section football)
Le club fut au départ le TB Eickel. Après la Seconde Guerre mondiale, ce club fut repris en 2. Liga West, une ligue située dans l’organisation de l’époque au 2e niveau de la hiérarchie.
En 1950, TB Eickel fusionna avec le SV Preussen 04 Wanne pour former le Sportfreundre Wanne-Eickel. Mais quatre ans plus tard, il fut mis fin à la fusion. Le club redevint le TB Eickel.
En 1969, il prit le nom de DSC Wanne-Eickel.
En fin de saison 1977-1978, le club se qualifia pour le tour final en vue de la montée en 2. Bundesliga. Terminant deuxième derrière le SC Viktoria 04 Köln, le DSC Wanne-Eickel  devança le VfL Wolfsburg et le 1. SC Göttingen 05 et fut promu.
Classé 13e en 1979 puis 11e l’année suivante (à chaque fois sur 18 clubs), DSC Wanne-Eickel assura son maintien mais choisit de renoncer à sa licence professionnelle et redescendit volontairement en Oberliga Westfalen, une ligué créée en 1978.
Le club passa quelques saisons dans la première partie du classement de cette ligue dont il fut vice-champion en 1985. Cela lui permit de participer au Championnat d’Allemagne Amateur où atteignit la finale mais s’inclina contre le SV Werder Bremen Amateur. Ensuite, il recula progressivement et lutta pour son maintien en 1989 et 1991.
Deux plus tard, Wanne-Eickel fut relégué en Verbandsliga Westfalen.
À ce moment, cette ligue étaient encore le 4e niveau, mais qui elle recula au 5e à l’été 1994 lors de l’instauration des Regionalligen au 3e étage. Le DSC Wanne-Eickel ne fit pas partie des équipes se qualifiant pour l’Oberliga Westfalen devant niveau 4.
La section football du DSC Wanne-Eickel devint un club indépendant des autres sections sportives en 2000. Trois ans plus tard, le club descendit en Landesliga Westfalen-West (niveau 6). Il mit deux saisons avant de remonter en Landesliga Westfalen. Cette ligue de niveau 5 recula d’un rang lors de la création de la 3. Liga, en 2008. Elle fut alors renommée Westfalen Liga.
En 2010-2011, le DSC Wanne-Eickel évolue en Westfalen Liga (Groupe 2), soit au 6e niveau de la hiérarchie de la DFB.

## Palmarès
- Vice-champion d'Allemagne Amateur : 1985
- Vice-champion de l’Oberliga Westfalen : 1985
- Vainqueur de la Westdeutschen Pokal : 1951 (Sportfreunde Wanne-Eickel)
- Vainqueur de la Westfalen Pokal : 1986